# Prien am Chiemsee
Prien am Chiemsee é um município da Alemanha, situado no distrito de Rosenheim, no estado da Baviera. Tem 20,69 km² de área, e sua população em 2019 foi estimada em 10.789 habitantes.